# Maria Anna av Spanien
Maria Anna av Spanien, född på Escorial 18 augusti 1606, död 13 maj 1646; tysk-romersk kejsarinna; gift med kejsar Ferdinand III. Hon var politiskt verksam som sin makes rådgivare och som hans ställföreträdande regent i hans frånvaro. 

## Biografi

### Tidigt liv
Hon var det fjärde barnet och tredje dottern till kung Filip III av Spanien och Margareta av Österrike. Hennes mor avled 1611, och hennes bror efterträdde deras far vid hans död 1621.
Från tidig barndom spelade hon en viktig roll i sin fars äktenskapsprojekt. Som tonåring var hon förlovad med ärkehertig Johann Karl, den äldste sonen och arvtagaren till kejsar Ferdinand II och hans första fru Maria Anna av Bayern, men han avled 1619. 
Från 1614 diskuterades ett giftermål mellan Maria Anna och Englands tronföljare, den blivande Karl I av England. Det var ett kontroversiellt förslag eftersom medlemmar av det spanska kungahuset vanligen inte gifte sig med protestanter, och spanjorer var impopulära i England. Planerna drog dock ut på tiden och komplicerades av religiösa överväganden. Karl gjorde en berömd friarresa till Spanien i sällskap med hertigen av Buckingham år 1623. Besöket var inte en framgång. Maria Anna ville inte gifta sig med en protestant, och undvek Karl. Ett dokument om äktenskapsplanerna undertecknades, men sedan Karl lämnat Spanien, valde båda parter att låta planerna falla i glömska. 

### Giftermål
I slutet av 1626 trolovades Maria Anna med sin kusin, den blivande kejsar Ferdinand III yngre bror till hennes förste trolovade, nästa son och arvtagare till kejsar Ferdinand II. Förhandlingar hade då pågått sedan 1625. Det var en traditionell äktenskapsallians i syfte att bevara kontakterna mellan den spanska och österrikiska grenen av ätten Habsburg. 1627 blev hennes blivande make kung i Ungern och Böhmen. Äktenskapskontraktet undertecknades 1628. Det noteras att medan hennes syster Anna tvingades ge upp sin arvsrätt till den spanska tronen då hon gifte sig med Frankrikes, kung, tilläts Maria Anna behålla sin arvsrätt. Maria Anna lämnade Madrid i december 1629. 
Hennes resa till bröllopet genom Italien tog 14 månader innan hon blev gift med Ferdinand. Hon seglade sjövägen till Genua, men fick på grund av ett utbrott av pest i Norditalien ta en omväg via Neapel, där hon mottog den gyllene rosen av kardinal Antonio Barberini, brorson till påven Urban VIII. Hon gjorde sedan en pilgrimsfärd till Rom, innan hon i slutet av januari 1631 slutligen nådde Trieste, där hon möttes av sin blivande makes bror, biskop Leopold Wilhelm av Österrike. Resan fortsatte sedan via Strassburg, Passau och Halberstadt till Wien. Vigseln ägde rum i Wien den 20 februari 1631. 

### Kejsarinna
Relationen mellan Maria Anna och Ferdinand beskrivs som lycklig. Ferdinand III beskrivs som förvånad och förtjust över hur attraktiv hon visade sig vara vid sin ankomst; hon ska ha haft förmågan att muntra upp den melankoliska Ferdinand, och han var trogen henne under hela deras äktenskap. Hon hade en spänd relation till Ferdinands styvmor, men lyckades i övrigt upprätthålla goda relationer med alla medlemmar av hennes mans familj. Maria Anna beskrivs som vacker, gladlynt och klok. Hon gjorde spanskt mode, teater, dans och musik populärt vid det kejserliga hovet i Wien; det ska ha varit med henne gitarren spelades där för första gången. Hon samlade på konst av italienska, spanska och flamländska mästare från sen renässans och tidig barock. 
Den 22 december 1636, i Regensburg, valdes Maria Annes make till kung av Tyskland, och Maria Anna kröntes till drottning av Tyskland den 21 januari 1637. Den 15 februari 1637 efterträdde Ferdinand sin far som kejsare av det heliga romerska riket under namnet Ferdinand III och suverän kung av Ungern och Böhmen, vilket gjorde Maria Anna till kejsarinna och drottning. Hennes kröning som drottning av Ungern ägde rum i Pressburg under ett möte med den ungerska lantdagen 1637-1638. 
Maria Anna var i kraft av sin goda relation med Ferdinand III en politisk maktfaktor i Wien. Hon agerade som sin makes politiska rådgivare, följde med honom på hans resor till slagfälten, och utnämndes till regent i hans frånvaro. Hon anställde främst spanjorer vid sitt hov, och Spaniens sändebud och diplomater vars dess frekventa gäster. Hon agerade som mellanhand mellan kejsaren och den spanska kungafamiljen, vars intressen hon gynnade samtidigt som sin makes - då den spanska och österrikiska grenen av Habsburg redan var tätt sammanbundna, var detta inte en motsägelse. Under trettioåriga kriget var kejsaren ibland frånvarande från Wien, och utnämnde då Maria Anna som sin ställföreträdande regent under hans frånvaro. När Ferdinand III år 1645 besökte sin andra riksdel Böhmen tjänstgjorde Maria Anna som regent i Wien.
I mars 1645 invaderades Österrike av den svenska protestantiska armén. Maria Anna, som just då vistades i Linz, tog med sig sina barn och sökte skydd i Wien. I april hotade svenskarna själva Wien, då den svenska armén var redo att korsa Donau. Den kejserliga familjen flydde då till Graz. När pesten bröt ut flyttade de vidare till Linz. Maria Anna avled i Linz 12 maj 1646. Hon ryktades ha blivit förgiftad, men det är inte troligt. Hon var gravid, och de hastiga förflyttningarna orsakade feber och blödningar som resulterade i ett missfall som visade sig dödligt. 

## Barn
1. Ferdinand IV av Böhmen och Ungern (1633–1654)
2. Maria Anna av Österrike (1635–1696; gift med sin morbror Filip IV av Spanien
3. Philipp August (1637–1639)
4. Maximilian Thomas (1638–1639)
5. Leopold I (1640–1705)